# 光町 (国分寺市)
光町（ひかりちょう）は、東京都国分寺市の町名。現行行政地名は光町一丁目から光町三丁目。郵便番号は185-0034。

## 地理

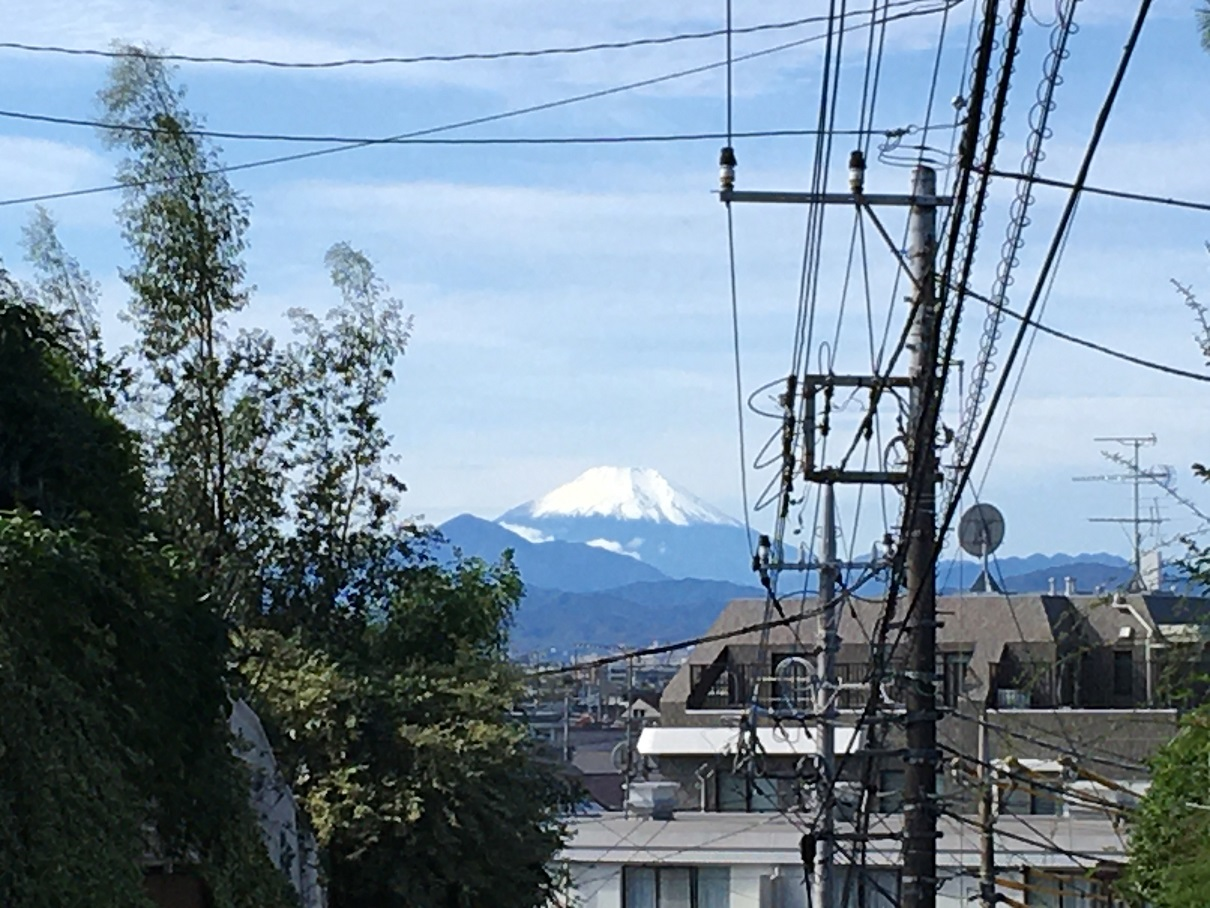
光町一丁目から見える富士山

国分寺市西部に位置する。北は高木町、東は富士本及び日吉町、南は国立市北、西は西町に隣接する。主に住宅地として利用される。
北東側の富士本との間に国分寺崖線が通っており、光町の大半は崖の下の立川面に属しているが、富士本と隣接する光町1丁目、及び3丁目の一部は崖の上に当たる武蔵野面に属している為、南西方向の富士山が見える地域がある。

## 歴史

### 地名の由来
当地域の新田開発は1729年（享保14年）に始まると伝わり、開発者の名にちなんで一帯は「平兵衛新田」と呼ばれていた。町村制施行の翌年の1889年（明治22年）に10カ村が合併して北多摩郡国分寺村となり、その大字平兵衛新田となった。国分寺市の市制施行の2年後、1966年（昭和41年）2月の町名整理において、東海道新幹線の開発研究を行なった鉄道技術研究所（現在の鉄道総合技術研究所）があることから、新幹線「ひかり」号にちなんで「光町」と名づけられた。

### 沿革
- 1725年（享保10年） - 鎮守として現在地に稲荷神社を勧請[14]。
- 1729年（享保14年） - 芋久保村（現・東大和市芋窪）から3名が入村、一帯の開発が始まる[注 4]。
- 1732年（享保17年） - 玉川上水の砂川新田から平兵衛新田・榎戸新田・野中新田・戸倉新田・砂川前新田への分水を開始[15]。
- 1733年（享保18年） - 史料上に名主として平兵衛の名が登場する[注 5]。
- 1736年（享保21年・元文元年） - 検地奉行大岡忠相が指揮した新田検地を受ける[注 6]。当年から名主平兵衛の名前が見られなくなり、代わりに地名として「平兵衛新田」の名が史料上に現れる[18]。
- 1740年（元文5年） - 平兵衛新田地内のハケ下で水田開発[19]。
- 1746年（延享3年） - 幕府の補助により平兵衛新田地内の2箇所に井戸が掘られる[20]。
- 1827年（文政10年） - 寄場組合設置。平兵衛新田は田無寄場組合に所属[21]。
- 1852年（嘉永5年） - 稲荷神社の現在の本殿、建築[22]。
- 1857年（安政4年） - ハケ下の道沿いに馬頭観音建立[23]。
- 1868年（明治元年） - 明治政府の設置した韮山県に平兵衛新田が加えられる[注 7]。
- 1871年（明治4年） - 平兵衛新田・榎戸新田・中藤新田・上谷保新田が韮山県から神奈川県に編入[25]。
- 1884年（明治17年） - 戸倉新田外9カ村聯合会（議会）開設。平兵衛新田から議員2名選出[26]。
- 1889年（明治22年） - 平兵衛新田・国分寺村・恋ケ窪村・内藤新田など10カ村が合併して神奈川県北多摩郡国分寺村となり、平兵衛新田は大字として所属[27][28]。
- 1893年（明治26年） - 三多摩が東京府に編入[29]、東京府北多摩郡国分寺村大字平兵衛新田となる。
- 1911年（明治44年） - 平兵衛新田拱渠（溝渠）竣工[30]。
- 1924年（大正13年） - 東京電燈高圧線問題起きる[31]。
- 1926年（大正15年） - 国立駅開業[32]。
- 1927年（昭和2年） - 現在の稲荷坂の道の築造を決定[注 8]。
- 1928年（昭和2年） - 国分寺尋常高等小学校西分教場（のちの国分寺市立第二小学校）が平兵衛新田に移転[34]。
- 1930年（昭和5年） - このころ平兵衛新田で草競馬が始まる。昭和14年ごろまで続く[35]。
- 1939年（昭和14年） - 「國立台住宅地」（現在の鉄道総合技術研究所の北側地域3万坪）の販売開始[36]。
- 1940年（昭和15年） - 町制施行、東京府北多摩郡国分寺町となる[37][38]。
- 1943年（昭和18年） - 東京都制施行。東京府が東京都に改称、東京都北多摩郡国分寺町大字平兵衛新田となる。
- 1944年（昭和19年） - 鉄道技術研究所が庁舎の一部を平兵衛新田に移転、国立支所とする[39]。
- 1947年（昭和22年） - 学制改革により国分寺町立第二国民学校を国分寺町立第二小学校に改称[40]。
- 1950年（昭和25年） - 平兵衛新田に駐在所新設[41]。
- 1952年（昭和27年） - 国分寺町消防団第9分団（のち第6分団）が市立ひかり保育園の北側に移転[42]。
- 1959年（昭和34年）
  - 国立駅に北口（平兵衛新田側の出入口）開設[43]。
  - 鉄道技術研究所の本部が東京都浜松町から平兵衛新田へ移転[43]。
- 1962年（昭和37年） - 町営水道敷設工事（第7号工事）が平兵衛新田で開始[44]。
- 1964年（昭和39年） - 市制施行により東京都国分寺市となる[45][46]。
- 1966年（昭和41年） - 町名整理により平兵衛新田が光町に改称[47]。
- 1969年（昭和44年） - 3月12日、大雪が降り[48]、吹き溜まりでは積雪1メートルを越えた[49][50]。
- 1972年（昭和47年） - 光町交番、新設[51]。
- 1976年（昭和51年） - 光商栄会発足[52]。
- 1977年（昭和52年） - 稲荷神社奉賛会発足[52]。
- 1994年（平成6年）
  - 10月、鉄道総合技術研究所で「第1回 平兵衛新田まつり」開催[注 9]。
  - ひかりプラザ開館[53]。

## 世帯数と人口
2024年（令和6年）7月1日現在の世帯数と人口は以下の通りである。
| 丁目       | 世帯数    | 人口    |
| ---------- | --------- | ------- |
| 光町一丁目 | 1,699世帯 | 3,481人 |
| 光町二丁目 | 851世帯   | 1,453人 |
| 光町三丁目 | 675世帯   | 1,614人 |
| 計         | 3,225世帯 | 6,548人 |

## 小・中学校の学区
市立小・中学校に通う場合、学区は以下の通りとなる。
| 丁目       | 番地 | 小学校               | 中学校               |
| ---------- | ---- | -------------------- | -------------------- |
| 光町一丁目 | 全域 | 国分寺市立第二小学校 | 国分寺市立第三中学校 |
| 光町二丁目 | 全域 | 国分寺市立第二小学校 | 国分寺市立第三中学校 |
| 光町三丁目 | 全域 | 国分寺市立第二小学校 | 国分寺市立第三中学校 |

## 交通
道路
- 東京都道222号国立停車場恋ヶ窪線

## 施設

### 企業
- JRグループ
  - 公益財団法人鉄道総合技術研究所（鉄道総研） - 国立研究所
  - 鉄道情報システム株式会社 - 国立事業所
    - マルス（みどりの窓口）のホストコンピュータを運営している。かつてはホストコンピュータもここにあった。

### 公共
- ひかりプラザ[55]

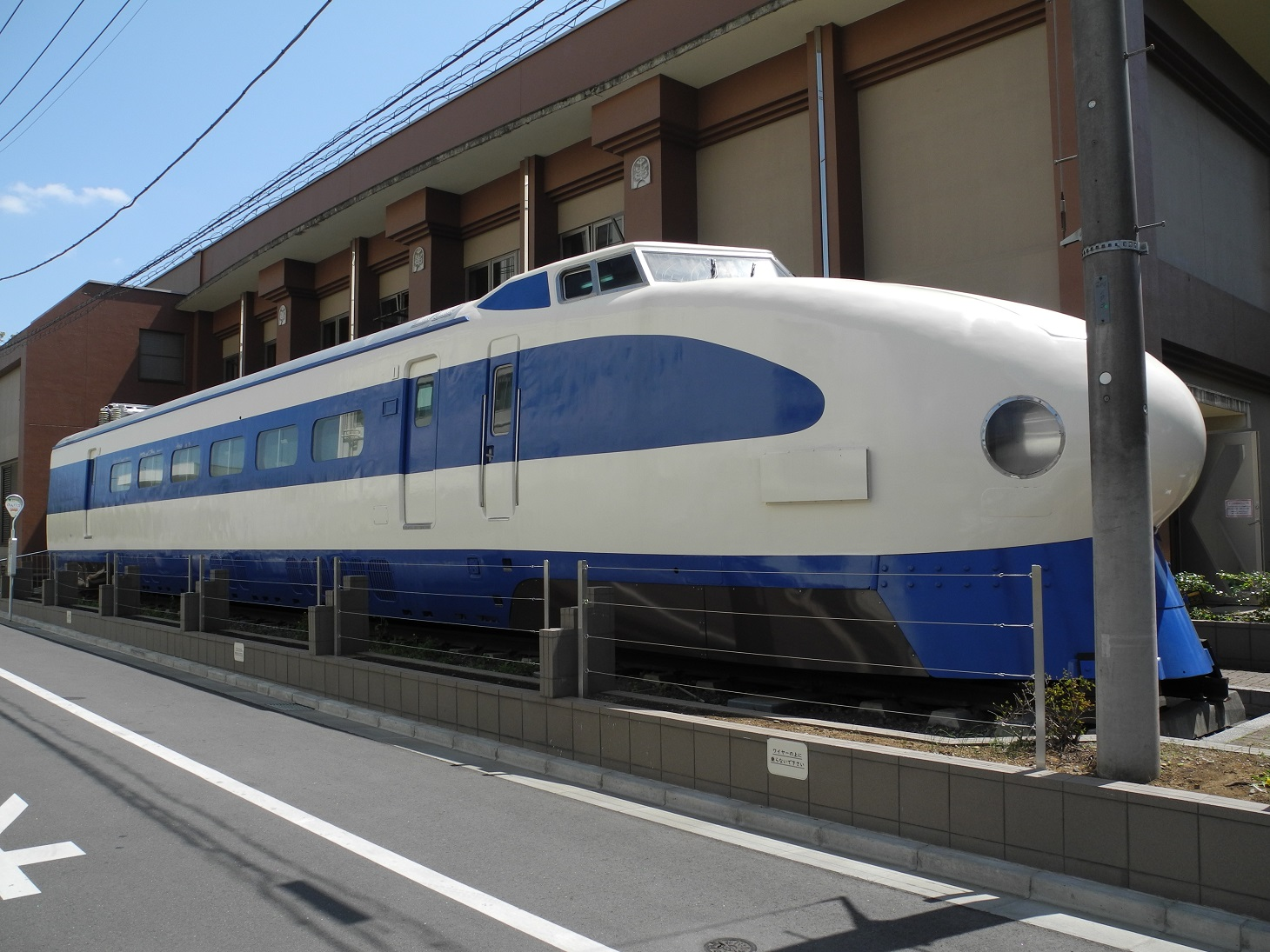
ひかりプラザ内に静態保存されている新幹線951形電車

  - 1994年（平成6年）開館[56]。教育委員会事務局・男女平等推進センター・ひかりスポーツセンター・貸室などの複合施設。敷地内に951形電車[注 10]を利用した「新幹線資料館」がある。
- 光図書館
- 光公民館
- 国分寺稲荷神社
  - 新田開発の鎮守から「平兵衛新田」の守り神として建立された歴史を持つ[注 11]。
- 平兵衛樹林地（光町もみじ公園）[71]
- 峡通り（）樹林地[72]

### 教育
- 国分寺市立第二小学校
- 国分寺市立ひかり保育園
- みふじ幼稚園

### 商業
- 国立駅北口郵便局
- 国分寺光郵便局
- セブンイレブン国分寺光町1丁目店
- ファミリーマート国立北店
- ファミリーマート国分寺光店
- ローソン国分寺光町三丁目店
- モスバーガー国立北口店
- 龍生堂薬局国立店